# 何景賢
何景賢（1935年1月—2025年5月23日）是中華語文研習所的創始人。出生於廣東廣州，致力於中文教育推廣與文化保存，早年與中華民國政府密切合作以中文教學來推廣外交，后期則將重心轉向推動中國大陸與台灣中文用法交流。2025年5月23日凌晨于台北家中逝世，享耆寿92岁。

## 早年生活
1935年在廣州出生，起初由外祖母撫養，後於1937年搬往北京與父母同住。據其在自傳中回憶，在北京居住的十年中，他注意到來自台灣嘉義的父親與來自廣東廣州的母親的口音都與北京當地的口音有很大的差異，這個差異是他後來投入漢語教育的遠因之一。1947年，何景賢隨中華民國政府來到台灣之後就讀於淡江英專（今淡江大學），畢業後至布朗大學取得語言學碩士與博士學位。

## 推廣中文教育
當時在台灣宣教的安篤思牧師（英語：Rev. Egbert W. Andrews）由於希望提供傳教士學習中文的管道而與何景賢於1956年在紐澤西創立了基督教語文學院（英語：Missionary Language Institute），這是華語區第一個針對非母語使用者的中文教學為目標的機構。何景賢於1966年自布朗大學結束進修後接任台北語文學院院長。由於中華人民共和國政府在冷戰結束前不允許人民自由出入境，此時期的中華民國政府遂積極投入中文教學活動。1967年，時任中國反共青年救國團主任的蔣經國邀請何景賢協助辦理海外青年暑期返國研習營，開啟了其與政府的長期合作。同年，何景賢受德里大學邀請赴印度協助該校規劃中文教學體系，並因推廣中文教育的成績獲選為中華民國十大傑出青年。1976年，為強化執行以中文教學為國民外交手段的政策，時任教育部長蔣彥士指示何景賢籌備中華語文研習所，強化與政府的合作。該年稍後，台北語文學院改制為中華語文研習所。
除了在中華語文研習所了開發上百種海外中文教學教材外，何景賢亦積極參與設計台灣的中文課程。其曾於1984年參與設計以羅馬字表記的國語注音符號第二式、與僑務委員會合作編寫兒童華語課本、初中華語課本、以及指導修訂教育部國語辭典等等。在中國大陸改革開放之後，何景賢致力於與中國大陸的文化交流，為避免雙方的漢字使用差異妨礙溝通，其與北京語言大學合作，在2005年推出《两岸现代汉语常用词典》。在2009年的國共論壇中，何景賢也建議中國大陸與台灣民間應合作共同編纂一套新的《中华大辞典》。

## 其他經歷
為處理二二八事件，中華民國行政院於1991年成立行政院研究二二八事件小組，何景賢為小組委員之一，參與分析官方一手資料與採訪事件見證人的過程，其結果發表為《「二二八事件」研究報告》。
1. ↑  1958年時基督教語文學院為反映其教學範圍不僅限於傳教士，因而更名為「台北語文學院」。